# Gosplan

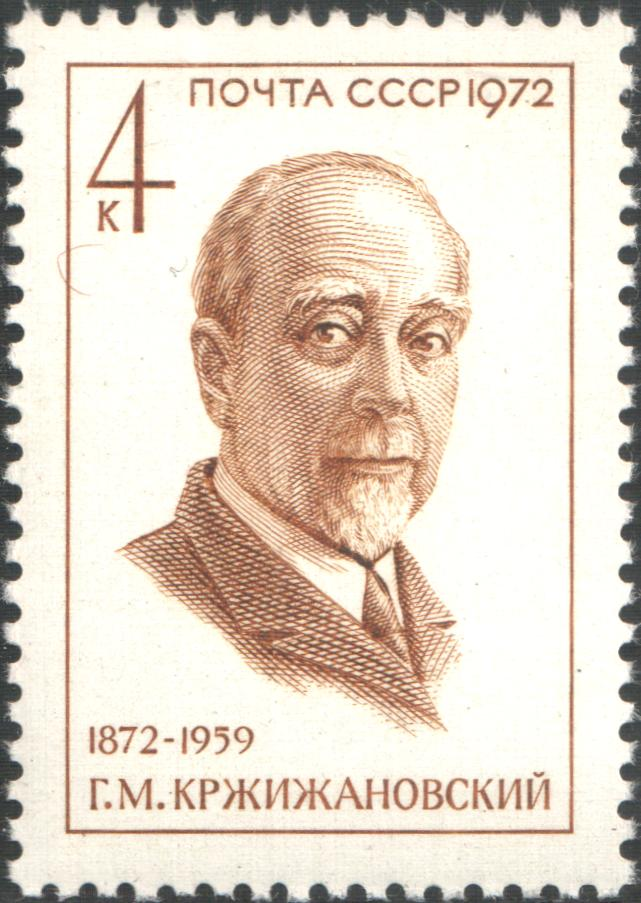
Postzegel uit 1972 met Gleb Krzhizhanovsky: de eerste leider van Gosplan.

Gosplan (Russisch: Госплан; IPA: [gʌˈsplan]) of Staatsplanningscommissie was de commissie voor economische planning in de Sovjet-Unie en het belangrijkste staatsorgaan van de planeconomie van de Sovjet-Unie. De naam Gosplan staat voor Gosoedarstvenny komitet po planirovaniejoe (Russisch: Государственный комитет по планированию; "Staatscommissie voor Planning"). 
Een van de belangrijkste taken van Gosplan was het opstellen van de vijfjarenplannen. Het staatsorgaan had het hoofdkantoor in het gebouw waar nu de Federatieraad van Rusland zetelt.
Gosplan had als organisatie een slechte naam in het westen vanwege het feit dat ze steeds meer macht verwierf en omdat van bovenaf werd bepaald wat van de organisatie werd verwacht. Dit leidde er onder Stalin bijvoorbeeld toe dat pessimistische leden van het Gosplan konden worden vervangen door anderen die meer positievere prospectussen gaven op economische groei. 

## Geschiedenis
De organisatie werd op 22 februari 1921 opgericht per decreet van de Raad van Volkscommissarissen van de RSFSR onder de naam Staatsplanningscommissie van de RSFSR. Het prototype voor haar werk was reeds gevormd door het plan GOELRO. Na de instelling van de Sovjet-Unie werd op 21 augustus 1923 de Staatsplanningscommissie van de Sovjet-Unie opgericht als onderdeel van de Raad voor Arbeid en Defensie van de Sovjet-Unie (СТО СССР, Совет Труда и Обороны СССР; STO SSSR, Sovjet Troeda i Oborony SSSR). Vanaf 1921 kwam de naam Gosplan in gebruik.
Aanvankelijk kreeg het Gosplan slechts een adviserende rol toebedeeld.  Het doel van het Gosplan werd gevormd door het coördineren van de plannen van de unierepublieken (Sovjetrepublieken) en de opstelling van het gezamenlijke unieplan. Vanaf 1925 was het Gosplan ook verantwoordelijk voor het opstellen van de gezamenlijke jaarlijkse economische plannen, die bekendstonden onder de naam "indexcijfers" (контрольные цифры).
Het werk van het Gosplan werd gecoördineerd door het Centraal Directoraat voor Statistiek van de Sovjet-Unie (центральное статистическое управление СССР), het Volkscommissariaat van Financiën en de Heel-Unieraad voor Staatseconomie (ВСНХ; VSNCh) en later door de Gosbank en de Gossnab.
In 1928 werden de vijfjarenplannen ingesteld en werd het Gosplan verantwoordelijk voor de opstelling hiervan en het toezicht hierop, zoals beschreven in de richtlijnen die werden opgesteld door de CPSU. In 1930 werd het Centraal Directoraat voor Statistiek van de Sovjet-Unie gefuseerd met het Gosplan en op 3 februari 1931 kwam het Gosplan onder de Raad van Volkscommissarissen te vallen.
In mei 1955 werd het Gosplan opgesplitst in twee commissies: een voor perspectiefplanning en een voor de bestaande planning:
- Staatscommissie voor Perspectiefplanning van de Raad van Ministers van de Sovjet-Unie (Государственная комиссия СМ СССР по перспективному планированию) of USSR Gosplan;
- Economische Commissie voor de Huidige Planning van de Staatseconomie van de Raad van Ministers van de Sovjet-Unie (Государственнаая экономическая комиссия СМ СССР по текущему планированию народного хозяйства) of Gosekonomkomissia SSSR (Госэкономкомиссия СССР).

Het Gosplan bepaalde de economische planning voor de daaropvolgende 10 tot 15 jaar en de vijfjarenplannen en Gosekonomkomissia werkte de vijfjarenplannen verder uit.
In 1991 hield het Gosplan met het uiteenvallen van de Sovjet-Unie op te bestaan.